# Schlingentraining

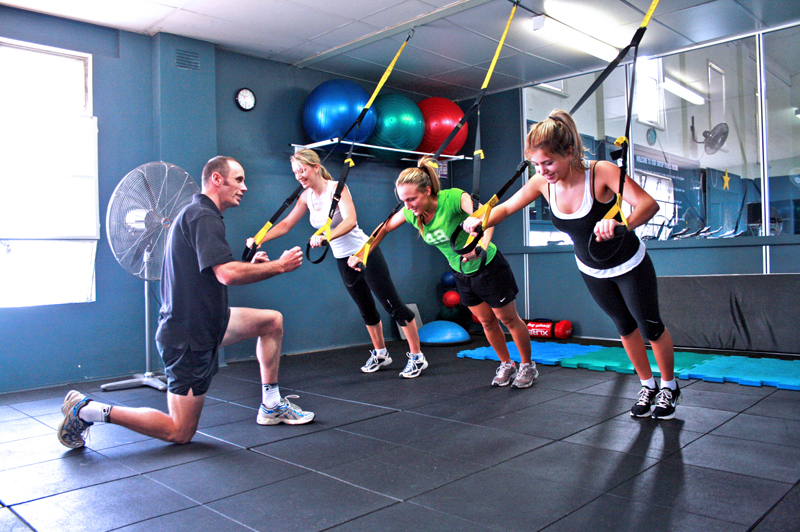
Schlingentraining in der Gruppe

Schlingentraining (engl. sling training, auch suspension training) ist eine Ganzkörper-Trainingsmethode mit Hilfe von Seil- und Schlingensystemen. Dabei wird mit dem eigenen Körpergewicht als Trainingswiderstand gearbeitet. Außer im Sport wird sie seit ca. 2001 auch zur physiotherapeutischen Behandlung eingesetzt.

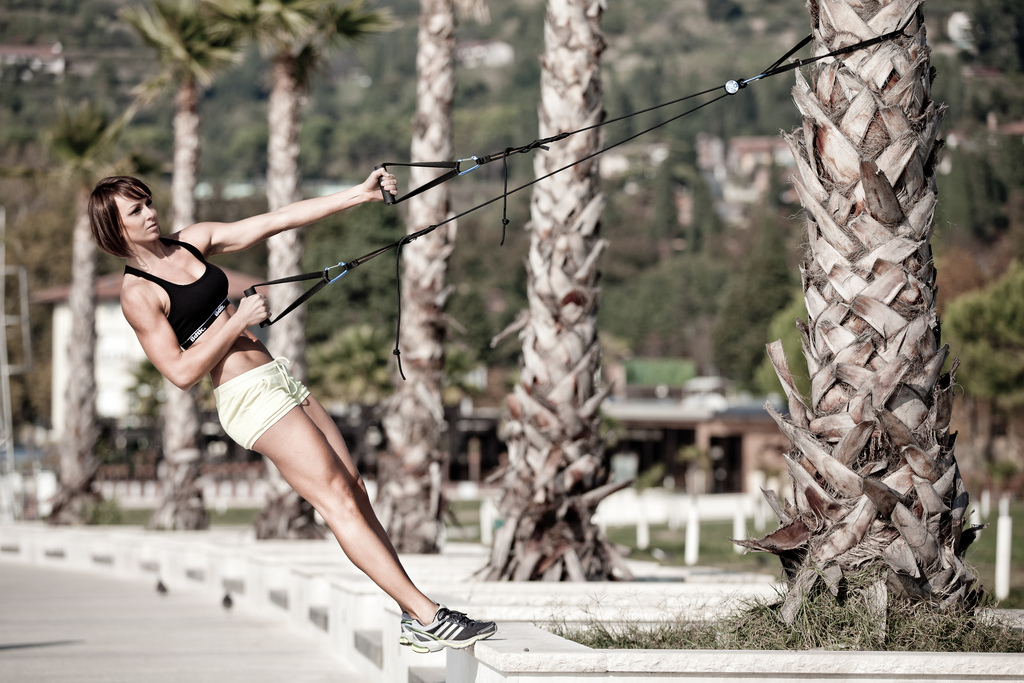
Schlingentraining in der Natur

## Geschichte
Der Ursprung dieses Suspension Trainings ist auf Rendy Hetrick, einen Elitesoldaten der United States Navy SEALs, zurückzuführen. Auf Grund mangelnder Trainingsmöglichkeiten band er Gurte um Panzerrohre und entwickelte so die ersten Übungen. Mittlerweile existieren etwa 300 unterschiedliche Übungen, die zum einen eine große Vielfalt bieten und zum anderen auch auf kleinem Raum ausgeführt werden können.

## Prinzipien
Die Kräftigungsübungen werden mit dem eigenen Körpergewicht ausgeführt und beruhen auf dem Prinzip der Instabilität. Dabei können ganze Bewegungsabläufe simuliert werden. Durch diesen Aspekt soll neben der Kräftigung der Muskeln auch die Muskelkoordination gefördert werden. Der Effekt dieser gewollten Instabilität kann nach einer gewissen Eingewöhnungsphase durch die Hinzunahme einer Umlenkrolle verstärkt werden.
Mit dem Sling-Trainer wird hauptsächlich die Kraftausdauer trainiert. Dabei sollen vor allem die tiefliegenden, gelenksnahen, kleinen Muskeln angesprochen werden. Der Widerstand kann durch den variablen Winkel des Körpers zum Boden verändert werden. Durch einen Karabiner in einen Haken an der Decke, um einen Ast gelegt, an einer Stange befestigt, an Trimm-Dich-Pfaden ist das Trainieren fast überall möglich. Viele Übungen erfordern eine hohe Grund- und Rumpfstabilität. 